# Carlos Vives
Carlos Alberto Vives Restrepo (ur. 7 sierpnia 1961 w Santa Marta) – kolumbijski piosenkarz, autor tekstów i aktor. Znany jest z interpretacji tradycyjnych gatunków muzycznych Kolumbii, takich jak vallenato, cumbia, champeta, bambuco i porro, a także latynoski pop, reggaeton, dance-pop i muzyka tropikalna.
Sprzedał ponad 20 milionów płyt na całym świecie. Jest jednym z najlepiej sprzedających się artystów wszech czasów zajmujących się muzyką latynoską. Uważany jest za jednego z najbardziej wpływowych artystów na świecie, ponieważ stopniowo pomagał vallenato zdobyć popularność na całym świecie, łącząc tradycyjną muzykę vallenato z muzyką pop/rock, tworząc podgatunek, który stał się znany jako „vallenato-pop”.
W 2019 roku Vives zajął 45. miejsce zarówno w rankingach Największych Artystów Latynoskich Wszechczasów, jak i Najlepszych Artystów Latynoskich 2010 roku przez Billboard .
Do jego hitów należą „Matilde Lina”, „La Hamaca Grande”, „La Gota Fría”, „Alicia Adorada”, „Pa' Mayte”, „La Tierra del Olvido”, „Tu Amor Eterno”, „Fruta Fresca”, „Déjame Entrar”, „Luna Nueva”, „Carito”, „Papadio”, „Como Tú”, „Décimas Del Parecido”, „Robarte un Beso”, „La Bicicleta” (współpraca z Shakirą) i „Canción Bonita” (wspólnie z Rickym Martinem).
Współpracował z wieloma artystami, w tym Juanesem, Rickym Martinem, Camilo, Shakirą, Malumą, Wisinem, Daddy Yankee, Alejandro Sanzem, Manuelem Turizo, Ryanem Castro, Sebastiánem Yatrą, Mau y Rickym, Michelem Teló, Gente de Zona, Thalíą, Pedro Capó, Lalo Ebratt, Los Ángeles Azules, Fito Páez, Carlosem Riverą, Play-N-Skillz, Mike Bahíą, Nacho i Diego Torresem.
Oprócz działalności artystycznej Vives angażuje się w różnorodne działania społeczne i filantropijne. Aktywnie wspiera cele związane z edukacją, kulturą i rozwojem społecznym w Kolumbii. Jego fundacja Tras la Perla skupia się na poprawie jakości życia w jego rodzinnym mieście Santa Marta poprzez promowanie zrównoważonego rozwoju i inicjatyw kulturalnych.